# European League of Football 2021
La European League of Football 2021 è stata la 1ª edizione dell'omonimo torneo di football americano. Si tratta del primo tentativo di riportare in Europa il football americano professionistico dalla chiusura della NFL Europa.
Al momento della presentazione della competizione era stato raggiunto l'accordo con 7 squadre (6 tedesche, da Amburgo, Berlino, Francoforte sul Meno, Hildesheim/Hannover, Ingolstadt e Stoccarda, e una polacca, i Panthers Wrocław). Successivamente è stata aggiunta un'ottava squadra con sede a Barcellona. La lega punta a raggiungere nel medio termine un totale di 20 squadre su tutto il continente.
La GFL ha dichiarato di guardare con scetticismo all'iniziativa e di considerare le squadre partecipanti come concorrenti.
Il 9 marzo 2021 è stato annunciato che la ELF e la NFL hanno trovato un accordo sull'utilizzo da parte della lega europea dei nomi Sea Devils e Galaxy rispettivamente per le squadre di Amburgo e Francoforte sul Meno.
Il 22 marzo sono stati annunciati i ritiri dei Niedersachsen German Knights 1367 e degli Ingolstadt Praetorians e l'innesto di nuove franchigie, denominate Leipzig Kings, i Cologne Centurions e Berlin Thunder (come nei casi dei Galaxy e dei Sea Devils i nomi di queste ultime due squadre sono stati recuperati dalla NFL Europa).
Il 24 marzo i Gladiators hanno annunciato sulla loro pagina Facebook il cambio di nome col recupero della denominazione Barcelona Dragons, anche questa proveniente dalla NFL Europa.
il 6 aprile è stato reso noto che non saranno gli Scorpions a rappresentare Stoccarda nella nuova lega, mentre il 16 aprile è stato comunicato che il nome della nuova squadra sarebbe stato Stuttgart Surge; una squadra con lo stesso nickname, i Sacramento Surge, aveva giocato in World League of American Football.
Il 20 aprile sono stati pubblicati gironi e calendario e il 26 aprile è stata annunciata la sede della finale.

## Squadre partecipanti
| Club               | Città                | Stadio                                                     | Sponsor ufficiale | Risultato nella stagione 2020 |
| ------------------ | -------------------- | ---------------------------------------------------------- | ----------------- | ----------------------------- |
| Barcelona Dragons  | Montbrió del Camp    | Camp Nou Municipal (Reus)                                  |                   |                               |
| Berlin Thunder     | Berlino              | Olympiapark-Amateurstadion Friedrich-Ludwig-Jahn-Sportpark |                   |                               |
| Cologne Centurions | Colonia              | Südstadion Ostkampfbahn                                    |                   |                               |
| Frankfurt Galaxy   | Francoforte sul Meno | PSD Bank Arena                                             |                   |                               |
| Hamburg Sea Devils | Amburgo              | Stadion Hoheluft                                           |                   |                               |
| Leipzig Kings      | Lipsia               | Alfred-Kunze-Sportpark                                     |                   |                               |
| Panthers Wrocław   | Breslavia            | Stadion Olimpijski                                         |                   |                               |
| Stuttgart Surge    | Stoccarda            | Gazi-Stadion auf der Waldau                                |                   |                               |

## Stagione regolare

### Calendario

#### 1ª giornata
| Arbitri: | Hamiko Miras J. Fernandez Horak A. Flaisch-J. Cobas Scott S. Heimerdinger |

| |           | |
| Montón 9':00" Q2 (TD) 51yd pass from Edwards Flores Q2 (tpc) pass from Edwards Team 5':43" Q2 (saf) Hauser sack for loss of 12yd to the 0yd Montón 5':25" Q4 (TD) 5yd pass from Edwards Llinas Q4 (pat) | Marcatori | Geyer 9':00" Q2 (TD) 23yd pass from Wright 11':12" Q3 (TD) 3yd run Edel Q3 (tpc) pass from Wright Flöser 2':45" Q2 (TD) 11yd pass from Wright Tapscott Q4 (pat) |

| Arbitri: | Walentynowicz Klimes Walentynowicz Pachulski Simon Hameder Kriesman |

| |           | |
| Mazan Q1 (TD) 18yd pass from O'Connor Pańczyszyn Q1 (pat) Robinson Q1 (TD) 40yd interception return Pańczyszyn Q1 (pat) Pasqualini Q2 (TD) 45yd pass from O'Connor Pańczyszyn Q2 (pat) Banat Q3 (TD) 32yd pass from O'Connor Pańczyszyn Q3 (pat) Pańczyszyn Q3 (FG) 34yd Zięba Q3 (TD) 6yd pass from O'Connor Pańczyszyn Q3 (pat) Banat Q4 (TD) 11yd pass from O'Connor Pańczyszyn Q4 (pat) Pańczyszyn Q4 (FG) 26yd Mazan Q4 (TD) 4yd run Pańczyszyn Q4 (pat) | Marcatori | Aarass Q2 (TD) 0yd fumble recovery Ezeala Q2 (pat) Ezeala Q2 (TD) 10yd pass from J. Weinreich Schuhmacher Q2 (pat) London Q3 (TD) 72yd run Schuhmacher Q3 (pat) Aarass Q3 (TD) 13yd pass from J. Weinreich London Q4 (TD) 61yd run London Q4 (TD) 38yd run |

| Arbitri: | M. Scholz B. Hauben K. Haltermann Jurzyk M. Hoffmann H. Romanczyk M. Burzec |

| |           | |
| Mati 7':40" Q2 (TD) 57yd fumble recovery Andersen Q2 (pat) Botella Moreno 0':00" Q3 (TD) 29yd pass from Clark Andersen Q3 (pat) Andersen 0':02" Q4 (FG) 16yd | Marcatori | Sack 13':19" Q2 (FG) 35yd Adams 0':13" Q2 (TD) 1yd run Schwarz 7':49" Q4 (TD) 6yd pass from Sullivan |

| Arbitri: | T. Denker M. Kattillus M. Berger B. Schaumberg A. Gurbiersch C. Beckmann E. Christensen H. Neumann |

| |           | |
| Ndongo 11':38" Q1 (TD) 83yd pass from Stitt Rieger 6':39" Q1 (FG) 33yd Zerbe 1':49" Q2 (TD) 7yd pass from Stitt Jones 5':21" Q4 (TD) 12yd pass from Stitt Jones 0':11" Q4 (TD) 13yd pass from Stitt | Marcatori | Jalloh 11':38" Q1 (saf) PAT return Knuettel 0':03" Q1 (TD) 16yd pass from Birdsong Ulbrich Q1 (pat) Knuettel 10':14" Q2 (TD) 10yd pass from Birdsong Omi 4':14" Q2 (TD) 12yd pass from Birdsong Ulbrich Q2 (pat) Jalloh 1':41" Q2 (TD) 93yd kickoff return Ulbrich Q2 (pat) Team 8':40" Q3 (saf) Templar 2':18" Q3 (TD) 17yd pass from Birdsong |

#### 2ª giornata
| Arbitri: | Ratajczak M. Szczepanski B. Marciniak Przybyła |

| |           | |
| Robinson Q1 (TD) 65yd field goal return Pańczyszyn Q1 (pat) Mazan Q1 (TD) 4yd pass from O'Connor Pańczyszyn Q1 (pat) Banat Q2 (TD) 3yd pass from O'Connor Zięba Q2 (TD) 20yd pass from O'Connor Zięba Q2 (TD) 11yd pass from O'Connor Pańczyszyn Q2 (pat) Pasqualini Q3 (TD) 8yd run Pańczyszyn Q3 (pat) Pasqualini Q3 (TD) 28yd run Pańczyszyn Q3 (pat) Kwiatkowski Q4 (TD) 25yd run Pańczyszyn Q4 (pat) | Marcatori | Knuettel Q1 (TD) 27yd pass from Birdsong Sobowale Q2 (TD) 8yd pass from Birdsong Sobowale Q2 (tpc) pass from Birdsong Awini Q3 (TD) 10yd pass from Birdsong Q3 (tpc) rush Jalloh Q3 (TD) 92yd kickoff return |

| Arbitri: | T. Denker T. Graage R. Lewis M. Exposito A. Flaisch-J. M. Hoffmann A. Sourdrille |

| |           |                                                                                               |
| London 14':53" Q2 (TD) 9yd run Schuhmacher Q2 (pat) Pounds 0':06" Q2 (TD) 35yd pass from J. Weinreich Schuhmacher Q2 (pat) London 11':03" Q3 (TD) 65yd run Schuhmacher Q3 (pat) J. Weinreich 3':58" Q3 (TD) 1yd run London 0':07" Q3 (TD) 36yd run London 9':42" Q4 (TD) 75yd run Schuhmacher Q4 (pat) | Marcatori | Flores 11':32" Q3 (TD) 24yd pass from Edwards Bertellin 1':10" Q3 (TD) 25yd pass from Edwards |

| Arbitri: | M. Scholz D. Clemence S. Heimerdinger A. Ortmann Scott C. Beckmann Y. Hamiko |

| |           | |
| Shannon 11':26" Q3 (TD) 29yd run Tapscott Q3 (pat) Wright 8':20" Q4 (TD) 1yd run Tapscott Q4 (pat) Eitel 1':55" Q4 (TD) 12yd pass from Wright | Marcatori | Adams 9':36" Q1 (TD) 2yd run Strahmann Q1 (pat) Adams 5':42" Q1 (TD) 61yd run Rutsch 13':21" Q2 (TD) 1yd pass from Sullivan Siemssen Q2 (pat) Regler 0':26" Q2 (TD) 8yd pass from Sullivan Siemssen Q2 (pat) Johannknecht 1':59" Q3 (TD) 1yd run Strahmann 10':20" Q4 (FG) 31yd Ameln 3':54" Q4 (TD) 12yd run |

#### 3ª giornata
| Arbitri: | Miras D. Clemence J. Fernandez M. Exposito A. Gurbiersch C. Beckmann Cobas J. Lanz |

| |           | |
| Constant 7':13" Q4 (TD) 18yd pass from Edwards Q4 (tpc) rush Lester 3':16" Q4 (TD) 0yd fumble recovery | Marcatori | Kruse 10':47" Q1 (TD) 6yd pass from Clark Andersen Q1 (pat) Andersen 5':08" Q1 (FG) 15yd Andersen 0':15" Q1 (FG) 20yd Andersen 5':12" Q2 (FG) 18yd Rogers 3':54" Q2 (TD) 49yd punt return Andersen Q2 (pat) Botella Moreno 4':13" Q3 (TD) 4yd pass from Clark Andersen 14':11" Q4 (FG) 17yd |

| Arbitri: | T. Denker M. Kattilus Horak S. Richardson Jurzyk A. Flaisch-J. A. Sourdrille |

| |           | |
| Gauthier 5':55" Q2 (TD) 25yd interception return Sullivan 5':18" Q3 (TD) 3yd run Ameln 0':10" Q3 (TD) 5yd pass from Sullivan Siemssen Q3 (pat) Siemssen 0':49" Q4 (FG) 24yd | Marcatori | Mazan 0':20" Q2 (TD) 9yd pass from O'Connor Mazan 4':28" Q4 (TD) 49yd pass from O'Connor Pańczyszyn Q4 (pat) |

| Arbitri: | M. Scholz B. Hansen K. Haltermann B. Schaumberg Hamiko M. Hoffmann V. Kreisman E. Christensen |

| |           | |
| Jones 8':15" Q1 (TD) 5yd pass from Stitt Jones 2':23" Q1 (TD) 29yd pass from Stitt Jones 10':29" Q2 (TD) 4yd pass from Stitt Schumann 14':08" Q3 (TD) 66yd pass from Stitt Crawford 14':48" Q4 (TD) 43yd run Crawford Q4 (tpc) pass from Stitt Crawford 5':48" Q4 (TD) 81yd run Jones Q4 (tpc) pass from Stitt | Marcatori | Wenzelburger 5':32" Q1 (TD) 34yd interception return Meza 1':34" Q2 (TD) 10yd pass from Ellis Steigerwald Q2 (tpc) pass from Ellis Wenzler 14':08" Q3 (saf) PAT return Bronn 3':40" Q3 (FG) 29yd |

| Lipsia 4 luglio 2021, ore 15:00 | Leipzig Kings | 47 – 48 (7-14 14-13 19-7 7-14) referto | Cologne Centurions | Alfred-Kunze-Sportpark |
| Jalloh 13':20" Q1 ( TD ) 68yd pass from Awini Ulbrich Q1 ( pat ) Knuettel 4':12" Q2 ( TD ) 55yd pass from Awini Sobowale 1':10" Q2 ( TD ) 12yd run Jalloh Q2 ( tpc ) pass from Awini Dablé-Wolf 11':54" Q3 ( TD ) 20yd pass from Awini Sobowale 6':44" Q3 ( TD ) 28yd run Ulbrich Q3 ( pat ) Dablé-Wolf 0':49" Q3 ( TD ) 43yd pass from Awini Awini 8':20" Q4 ( TD ) 3yd run Ulbrich Q4 ( pat ) Marcatori Pounds 12':04" Q1 ( TD ) 50yd pass from J. Weinreich Schuhmacher Q1 ( pat ) London 7':14" Q1 ( TD ) 3yd run Schuhmacher Q1 ( pat ) Poetsch 11':57" Q2 ( TD ) 3yd run Schuhmacher Q2 ( pat ) London 3':10" Q2 ( TD ) 60yd run London 2':21" Q3 ( TD ) 1yd run Schuhmacher Q3 ( pat ) London 14':18" Q4 ( TD ) 6yd run Eichhorn 7':02" Q4 ( TD ) 57yd pass from J. Weinreich J. Weinreich Q4 ( tpc ) pass from J. Weinreich |               | |                    |                        |
| |               | |                    |                        |
| Jalloh 13':20" Q1 (TD) 68yd pass from Awini Ulbrich Q1 (pat) Knuettel 4':12" Q2 (TD) 55yd pass from Awini Sobowale 1':10" Q2 (TD) 12yd run Jalloh Q2 (tpc) pass from Awini Dablé-Wolf 11':54" Q3 (TD) 20yd pass from Awini Sobowale 6':44" Q3 (TD) 28yd run Ulbrich Q3 (pat) Dablé-Wolf 0':49" Q3 (TD) 43yd pass from Awini 8':20" Q4 (TD) 3yd run Ulbrich Q4 (pat) | Marcatori     | Pounds 12':04" Q1 (TD) 50yd pass from J. Weinreich Schuhmacher Q1 (pat) London 7':14" Q1 (TD) 3yd run Schuhmacher Q1 (pat) Poetsch 11':57" Q2 (TD) 3yd run Schuhmacher Q2 (pat) London 3':10" Q2 (TD) 60yd run London 2':21" Q3 (TD) 1yd run Schuhmacher Q3 (pat) London 14':18" Q4 (TD) 6yd run Eichhorn 7':02" Q4 (TD) 57yd pass from J. Weinreich Q4 (tpc) pass from J. Weinreich |                    |                        |

#### 4ª giornata
| Arbitro: | Walentynowicz |

| |           | |
| Pounds 4':59" Q3 (TD) 20yd pass from J. Weinreich Schuhmacher Q3 (pat) Pounds 8':55" Q4 (TD) 34yd pass from J. Weinreich Pounds 4':22" Q4 (TD) 98yd kickoff return Schuhmacher Q4 (pat) | Marcatori | Strahmann 13':55" Q1 (TD) 38yd pass from Sullivan Siemssen Q1 (pat) Regler 8':00" Q1 (TD) 38yd pass from Sullivan Regler 10':24" Q2 (TD) 11yd pass from Sullivan Rutsch Q2 (tpc) pass from Sullivan Mahoungou 3':05" Q2 (TD) 20yd pass from Sullivan Siemssen Q2 (pat) Siemssen 0':00" Q2 (FG) 43yd Sow 10':57" Q3 (TD) 23yd pass from Sullivan Siemssen Q3 (pat) Siemssen 4':38" Q4 (FG) 41yd |

| Arbitri: | Hamiko D. Clemence R. Lewis A. Nagel Scott N. Lakowitz A. Flaisch-J. |

| |           | |
| Shannon 14':41" Q2 (TD) 1yd run Shannon 2':38" Q2 (TD) 11yd run Pein 14':07" Q4 (TD) 13yd run Bronn Q4 (pat) Meza 1':04" Q4 (TD) 14yd pass from Gfeller Yankson Q4 (tpc) rush | Marcatori | Omi 11':26" Q1 (TD) 26yd pass from van Duijn Jalloh 11':14" Q1 (TD) 44yd interception return Jalloh 2':21" Q2 (TD) 100yd kickoff return Jalloh 3':11" Q3 (TD) 45yd pass from van Duijn |

| Arbitri: | M. Scholz B. Hansen K. Haltermann B. Marciniak M. Hoffmann E. Christensen M. Burzec |

| |           |                                              |
| Andersen 11':40" Q1 (FG) 35yd Andersen 1':25" Q1 (FG) 46yd Johnson 11':40" Q3 (TD) 5yd run Andersen Q3 (pat) Madin Cerezo 10':33" Q3 (TD) 21yd pass from Clark Andersen Q3 (pat) Mau 6':24" Q3 (TD) 3yd pass from Clark Andersen Q3 (pat) Kruse 2':35" Q3 (TD) 4yd pass from Clark Andersen Q3 (pat) Ceesay 8':00" Q4 (TD) 1yd run Andersen Q4 (pat) Andersen 2':55" Q4 (FG) 26yd | Marcatori | Schumann 7':53" Q2 (TD) 11yd pass from Stitt |

#### 5ª giornata
| Arbitri: | Ratajczak E. Sumner A. Nagel S. Richardson B. Marciniak C. Beckmann A. Sourdrille |

| |           | |
| Mahoungou 5':04" Q1 (TD) 10yd pass from Sullivan Siemssen Q1 (pat) Strahmann 1':20" Q1 (TD) 9yd pass from Sullivan Siemssen Q1 (pat) Rodney 2':00" Q2 (TD) 15yd run Siemssen Q2 (pat) Mahoungou 10':21" Q3 (TD) 22yd pass from Sullivan 8':12" Q3 (TD) 2yd run Rutsch Q3 (tpc) pass from Sullivan Strahmann 3':37" Q3 (TD) 9yd pass from Sullivan Siemssen Q3 (pat) | Marcatori | Bertellin 12':32" Q1 (TD) 15yd pass from Edwards Tavecchio 11':39" Q2 (FG) 24yd Tavecchio 1':00" Q2 (FG) 56yd Flores 2':40" Q3 (TD) 74yd pass from Edwards Tavecchio Q3 (pat) Tavecchio 14':16" Q4 (FG) 21yd |

| Arbitri: | M. Scholz J. Poschlod M. Burzec K. Haltermann M. Hoffmann E. Christensen Jurzyk B. Hansen |

| |           | |
| Crawford 3':21" Q2 (TD) 3yd run Crawford 13':17" Q4 (TD) 6yd run Jones 7':32" Q4 (TD) 83yd pass from Stitt Jones Q4 (tpc) pass from Stitt Crawford 2':43" Q4 (TD) 1yd run | Marcatori | Kwiatkowski 8':24" Q1 (TD) 1yd run Pańczyszyn Q1 (pat) Mazan 11':57" Q2 (TD) 41yd pass from O'Connor Banat 1':26" Q2 (TD) 23yd pass from O'Connor Herndon 0':14" Q2 (TD) 5yd run Robinson 14':47" Q3 (TD) 95yd kickoff return Herndon 10':28" Q4 (TD) 51yd run Banat 3':17" Q4 (TD) 11yd pass from O'Connor Kwiatkowski Q4 (tpc) rush |

| Arbitri: | T. Denker M. Kattillus Horak Pachulski P. Simon Hameder V. Kriesman |

|  |           | |
|  | Marcatori | Johnson 9':46" Q1 (TD) 4yd run Andersen Q1 (pat) Botella Moreno 9':16" Q2 (TD) 5yd pass from Clark Andersen Q2 (pat) Rogers 6':35" Q2 (TD) 63yd punt return Andersen Q2 (pat) Yeboah 5':34" Q2 (TD) 21yd fumble recovery Andersen Q2 (pat) Andersen 0':31" Q2 (FG) 50yd Mau 6':58" Q3 (TD) 26yd pass from Clark Andersen Q3 (pat) Hummel 1':44" Q3 (TD) 9yd run Andersen Q3 (pat) Rogers 14':34" Q4 (TD) 69yd punt return Andersen Q4 (pat) Andersen 6':40" Q4 (FG) 40yd |

#### 6ª giornata
| Arbitri: | Walentynowicz Klimes M. Szczepanski Pachulski B. Marciniak Hameder H. Romanczyk |

| |           | |
| Pasqualini 3':37" Q1 (TD) 2yd run Pańczyszyn 6':38" Q2 (FG) 41yd Robinson 1':42" Q2 (TD) 35yd interception return Pańczyszyn Q2 (pat) Starcyweski 0':57" Q3 (TD) 3yd pass from O'Connor Pańczyszyn Q2 (pat) | Marcatori | Clark 13':07" Q1 (TD) 19yd run Andersen Q1 (pat) Johnson 5':21" Q3 (TD) 3yd run Andersen Q3 (pat) Madin Cerezo 2':51" Q3 (TD) 8yd pass from Clark Andersen 8':32" Q4 (FG) 51yd Andersen 0':41" Q4 (FG) 47yd |

| Arbitri: | Miras D. Clemence J. Fernandez K. Haltermann A. Valverde M. Hoffmann P. Simon J. Lanz |

| |           | |
| Bertellin 12':59" Q1 (TD) 8yd pass from Edwards Costa Q1 (pat) Flores 3':40" Q1 (TD) 8yd pass from Edwards Costa Q1 (pat) Constant 1':10" Q2 (TD) 31yd pass from Edwards Costa Q2 (pat) Bertellin 9':01" Q3 (TD) 6yd pass from Edwards Costa Q3 (pat) Constant 5':17" Q4 (TD) 2yd pass from Edwards Masero 4':10" Q4 (TD) 0yd interception return Costa Q4 (pat) Vera Puentenueva 3':04" Q4 (TD) 0yd interception return Costa Q4 (pat) | Marcatori | Jones 11':51" Q1 (TD) 11yd pass from Zerbe Schenderlein 11':03" Q2 (FG) 24yd Jones 4':59" Q2 (TD) 24yd pass from Zerbe Schenderlein Q2 (pat) |

| Arbitri: | Hamiko J. Poschlod T. Bruckner S. Richardson Scott N. Lakowitz A. Flaisch-J. |

| |           | |
| Becker 2':14" Q1 (saf) PAT return Geyer 14':02" Q2 (TD) 24yd pass from Gfeller Bronn Q2 (pat) Rofalski 9':22" Q2 (TD) 20yd pass from Gfeller Dabo 2':15" Q3 (saf) PAT return Steigerwald 1':51" Q4 (TD) 10yd pass from Gfeller | Marcatori | London 9':08" Q1 (TD) 19yd run Schuhmacher Q1 (pat) Pounds 2':14" Q1 (TD) 29yd pass from J. Weinreich Poetsch 1':37" Q1 (TD) 5yd pass from J. Weinreich Pounds 13':10" Q2 (TD) 62yd pass from J. Weinreich Pounds 3':41" Q2 (TD) 39yd pass from J. Weinreich Schuhmacher Q2 (tpc) rush Schiffer 2':15" Q3 (TD) 1yd run |

#### 7ª giornata
| Arbitri: | T. Denker M. Kattilus M. Berger Jurzyk M. Hoffmann E. Christensen Horak |

| |           | |
| Andersen Q2 (FG) 43yd Madin Cerezo Q2 (TD) 44yd pass from Clark Andersen Q2 (pat) Andersen 5':40" Q3 (FG) 28yd Andersen 1':30" Q3 (FG) 32yd Andersen 4':53" Q4 (FG) 32yd Andersen 2':22" Q4 (FG) 46yd | Marcatori | Tavecchio Q2 (FG) 27yd Lester Q2 (TD) 97yd interception return Tavecchio Q2 (pat) Edwards Q2 (TD) 12yd run Tavecchio Q2 (pat) |

| Colonia 1º agosto 2021, ore 15:00 | Cologne Centurions | 33 – 31 (0-6 7-10 13-6 13-9) referto | Panthers Wrocław | Südstadion |
| London 7':09" Q2 ( TD ) 2yd run Schuhmacher Q2 ( pat ) Steffen 6':36" Q3 ( TD ) 20yd interception return Schuhmacher Q3 ( pat ) London 5':39" Q3 ( TD ) 35yd run London 7':18" Q4 ( TD ) 11yd run London 5':35" Q4 ( TD ) 2yd run Schuhmacher Q4 ( pat ) Marcatori Dziedzic 2':36" Q1 ( TD ) 14yd pass from O'Connor Herndon 3':37" Q2 ( TD ) 11yd run Pańczyszyn Q2 ( pat ) Bogdański 1':24" Q2 ( FG ) 41yd Banat 14':55" Q3 ( TD ) 12yd pass from O'Connor Bogdański 13':02" Q4 ( FG ) 30yd Herndon 3':34" Q4 ( TD ) 6yd run |                    | |                  |            |
| |                    | |                  |            |
| London 7':09" Q2 (TD) 2yd run Schuhmacher Q2 (pat) Steffen 6':36" Q3 (TD) 20yd interception return Schuhmacher Q3 (pat) London 5':39" Q3 (TD) 35yd run London 7':18" Q4 (TD) 11yd run London 5':35" Q4 (TD) 2yd run Schuhmacher Q4 (pat) | Marcatori          | Dziedzic 2':36" Q1 (TD) 14yd pass from O'Connor Herndon 3':37" Q2 (TD) 11yd run Pańczyszyn Q2 (pat) Bogdański 1':24" Q2 (FG) 41yd Banat 14':55" Q3 (TD) 12yd pass from O'Connor Bogdański 13':02" Q4 (FG) 30yd Herndon 3':34" Q4 (TD) 6yd run |                  |            |

| Arbitri: | M. Scholz B. Hansen K. Haltermann Pachulski P. Simon Hameder V. Kriesman |

| |           | |
| Knuettel Q2 (TD) 27yd pass from Birdsong Aguemon Q2 (TD) 6yd run Dablé-Wolf Q2 (tpc) pass from Birdsong Jalloh Q2 (TD) 36yd pass from Birdsong Ulbrich Q2 (pat) Knuettel Q2 (TD) 20yd pass from Birdsong Templar Q4 (TD) 24yd run Dablé-Wolf Q4 (tpc) pass from Birdsong Team Q4 (saf) punt return -7yd to the 0yd | Marcatori | Jones Q2 (TD) 13yd pass from Zerbe Crawford Q2 (tpc) rush Stitt Q4 (TD) 5yd run Drossard Q4 (tpc) pass from Stitt Q4 (TD) 2yd run Jones Q4 (tpc) pass from Stitt |

| Arbitri: | Hamiko D. Clemence M. Burzec M. Szczepanski A. Flaisch-J. Przybyła H. Romanczyk |

| |           |                            |
| Mahoungou 11':49" Q1 (TD) 0yd fumble recovery Rodney 9':17" Q1 (TD) 7yd run Sullivan 1':26" Q1 (TD) 7yd run Ebsen Q1 (pat) Mahoungou 0':42" Q2 (TD) 60yd pass from Sullivan Ebsen Q2 (pat) Sullivan 9':25" Q3 (TD) 1yd run Ebsen Q3 (pat) Ebsen 4':15" Q3 (FG) 48yd Rutsch 0':31" Q3 (TD) 32yd pass from Johannknecht Ebsen Q3 (pat) Ameln 8':22" Q4 (TD) 44yd run Ebsen Q4 (pat) Schneikert 1':27" Q4 (TD) 3yd run Ebsen Q4 (pat) | Marcatori | Bronn 11':06" Q2 (FG) 41yd |

#### 8ª giornata
| Arbitri: | Miras D. Clemence M. Exposito J. Fernandez A. Valverde J. Lanz A. Sourdrille Cobas |

| |           | |
| Torrededia 7':01" Q1 (TD) 4yd pass from Edwards Llinas Q1 (pat) Torrededia 3':10" Q1 (TD) 8yd pass from Edwards Jiménez 11':02" Q2 (TD) 7yd run Constant 2':19" Q2 (TD) 4yd run Llinas Q2 (pat) Bertellin 14':37" Q3 (TD) 78yd pass from Edwards Llinas Q3 (pat) Anca 12':12" Q4 (TD) 6yd pass from Edwards 4':04" Q4 (TD) 1yd run Llinas Q4 (pat) Jiménez 1':50" Q4 (TD) 11yd run Llinas Q4 (pat) Edwards 0':55" Q4 (TD) 41yd run Llinas Q4 (pat) | Marcatori | London 7':51" Q1 (TD) 5yd run Pounds 14':22" Q2 (TD) 57yd pass from J. Weinreich 11':36" Q3 (TD) 28yd run London 7':17" Q3 (TD) 1yd run London 4':34" Q3 (TD) 38yd run Schuhmacher Q3 (pat) Loercks 14':52" Q4 (TD) 6yd pass from J. Weinreich London 10':03" Q4 (TD) 5yd run London Q4 (tpc) Amadu 1':16" Q4 (TD) 61yd pass from J. Weinreich |

| Arbitri: | M. Scholz B. Hansen R. Lewis S. Richardson Jurzyk Przybyła A. Flaisch-J. |

| |           |                                                                                        |
| Mwamba 9':46" Q1 (TD) 21yd pass from Sullivan Ebsen Q1 (pat) Mahoungou 2':16" Q1 (TD) 28yd pass from Sullivan Ebsen Q1 (pat) Sullivan 6':54" Q2 (TD) 1yd run S. Silva Gomez 6':31" Q2 (TD) 30yd fumble recovery Ebsen Q2 (pat) Schwarz 6':30" Q3 (TD) 15yd pass from Sullivan Team 4':24" Q3 (saf) failed snap out of punter's range | Marcatori | Andersen 4':57" Q1 (FG) 43yd Andersen 9':32" Q2 (FG) 23yd Andersen 9':38" Q4 (FG) 34yd |

| Arbitri: | Denker M. Kattilus M. Burzec A. Nagel P. Simon M. Hoffmann Hameder |

| |           | |
| Aguemon 10':58" Q2 (TD) 23yd pass from Birdsong Dablé-Wolf Q2 (tpc) pass from Birdsong Aguemon 4':24" Q2 (TD) 8yd run Knuettel 0':32" Q2 (TD) 33yd pass from Birdsong Dablé-Wolf Q2 (tpc) pass from Birdsong Dablé-Wolf 10':20" Q3 (TD) 24yd pass from Birdsong Ulbrich Q3 (pat) Knuettel 4':35" Q3 (TD) 25yd pass from Birdsong Schneider 13':57" Q4 (TD) 6yd pass from Birdsong Ulbrich Q4 (pat) Jalloh 9':09" Q4 (TD) 2yd pass from Awini Ulbrich Q4 (pat) | Marcatori | Steigerwald 0':31" Q1 (TD) 7yd pass from Ellis Hauser 12':25" Q3 (FG) 15yd Moukouri 6':23" Q4 (TD) 12yd run Hauser Q4 (pat) Rofalski 1':03" Q4 (TD) 2yd pass from Ellis Hauser Q4 (pat) |

#### 9ª giornata
| Berlino 14 agosto 2021, ore 13:00 | Berlin Thunder | 20 – 28 (0-7 0-14 14-7 6-0) referto | Hamburg Sea Devils | Friedrich-Ludwig-Jahn-Sportpark (1130 spett.) |
| Crawford 3':33" Q3 ( TD ) 6yd pass from Stitt Schenderlein Q3 ( pat ) Jones 3':15" Q3 ( TD ) 25yd pass from Stitt Schenderlein Q3 ( pat ) Jones 10':52" Q4 ( TD ) 13yd pass from Stitt Marcatori Botella Moreno 11':25" Q1 ( TD ) 24yd pass from Clark Andersen Q1 ( pat ) Botella Moreno 11':26" Q2 ( TD ) 24yd pass from Clark Andersen Q2 ( pat ) Botella Moreno 2':29" Q1 ( TD ) 24yd pass from Clark Andersen Q2 ( pat ) Madin Cerezo 7':55" Q3 ( TD ) 6yd pass from Clark Andersen Q3 ( pat ) |                | |                    |                                               |
| |                | |                    |                                               |
| Crawford 3':33" Q3 (TD) 6yd pass from Stitt Schenderlein Q3 (pat) Jones 3':15" Q3 (TD) 25yd pass from Stitt Schenderlein Q3 (pat) Jones 10':52" Q4 (TD) 13yd pass from Stitt | Marcatori      | Botella Moreno 11':25" Q1 (TD) 24yd pass from Clark Andersen Q1 (pat) Botella Moreno 11':26" Q2 (TD) 24yd pass from Clark Andersen Q2 (pat) Botella Moreno 2':29" Q1 (TD) 24yd pass from Clark Andersen Q2 (pat) Madin Cerezo 7':55" Q3 (TD) 6yd pass from Clark Andersen Q3 (pat) |                    |                                               |

| Arbitri: | Walentynowicz Klimes Walentynowicz M. Szczepanski B. Marciniak Hameder H. Romanczyk |

|                                                              |           | |
| Mazan 1':45" Q4 (TD) 41yd pass from O'Connor Leader Q4 (pat) | Marcatori | Regler 13':58" Q1 (TD) 16yd pass from Sullivan Ebsen Q1 (pat) Sow 5':22" Q1 (TD) 2yd pass from Sullivan Schwarz 0':02" Q2 (TD) 9yd pass from Sullivan Ebsen Q2 (pat) Poznanski 9':46" Q3 (TD) 58yd interception return Ebsen 6':46" Q4 (FG) 38yd Poznanski 6':00" Q4 (TD) 35yd interception return Ebsen Q4 (pat) |

| Arbitri: | Hamiko E. Sumner R. Lewis S. Richardson A. Gurbiersch N. Lakowitz A. Flaisch-J. |

|                                                                                        |           | |
| Hauser 3':57" Q1 (FG) 24yd Hauser 0':05" Q2 (FG) 35yd Winterlik 0':03" Q4 (TD) 1yd run | Marcatori | Bertellin 13':20" Q2 (TD) 14yd pass from Edwards Tavecchio Q2 (pat) Constant 9':37" Q3 (TD) 17yd pass from Edwards Tavecchio Q3 (pat) Constant 0':16" Q3 (TD) 3yd pass from Edwards Tavecchio Q3 (pat) Constant 14':27" Q4 (TD) 75yd pass from Edwards Tavecchio 4':37" Q4 (FG) 40yd |

#### 10ª giornata
| Arbitro: | Denker |

| |           | |
| Lenhardt 14':10" Q1 (TD) 18yd pass from J. Weinreich Schuhmacher Q1 (pat) Team 1':55" Q1 (saf) punt blocked on the 0yd London 13':42" Q2 (TD) 4yd run Schuhmacher Q2 (pat) Ngovo 3':17" Q4 (TD) 5yd run Nowak Q4 (tpc) rush | Marcatori | Dablé-Wolf 10':13" Q1 (TD) 8yd pass from Birdsong Ulbrich Q1 (pat) Kitchens 9':50" Q1 (TD) 4yd pass from Birdsong Doroshev 0':01" Q2 (TD) 2yd pass from Birdsong Ulbrich Q2 (pat) Aguemon 5':44" Q3 (TD) 40yd run C. Roemer 3':00" Q3 (TD) 20yd pass from Birdsong Awini Q3 (tpc) pass from Birdsong Awini 14':37" Q4 (TD) 48yd pass from Birdsong Aguemon Q4 (tpc) rush |

| Arbitri: | Ratajczak E. Sumner M. Burzec M. Szczepanski B. Marciniak Przybyła H. Romanczyk E. Christensen |

| |           |                                |
| Schenderlein 14':00" Q1 (FG) 36yd White 9':00" Q1 (TD) 100yd interception return Schenderlein 0':00" Q2 (FG) 32yd Thiele 8':15" Q3 (TD) 40yd interception return Schenderlein Q3 (pat) | Marcatori | Tavecchio 11':59" Q3 (FG) 30yd |

| Arbitri: | M. Scholz J. Poschlod K. Haltermann Scott N. Lakowitz A. Flaisch-J. Horak |

| |           | |
| Andersen 11':24" Q1 (FG) 31yd Johnson 14':55" Q2 (TD) 3yd run Andersen Q2 (pat) Rogers 10':31" Q2 (TD) 95yd kickoff return Andersen Q2 (pat) Madin Cerezo 2':18" Q3 (TD) 19yd pass from Clark Andersen Q3 (pat) | Marcatori | Leader 7':37" Q1 (FG) 52yd Leader 10':43" Q2 (FG) 47yd Turpin 9':01" Q2 (TD) 58yd pass from O'Connor Leader Q2 (pat) Turpin 1':45" Q2 (TD) 58yd pass from O'Connor Leader Q2 (pat) Pasqualini 0':06" Q2 (TD) 2yd run Leader Q2 (pat) Leader 8':43" Q3 (FG) 25yd |

#### 11ª giornata
| Arbitri: | Miras D. Clemence M. Burzec M. Szczepanski A. Valverde J. Lanz Cobas M. Exposito |

| |           | |
| Constant 8':10" Q2 (TD) 100yd kickoff return Bertellin 7':30" Q4 (TD) 2yd pass from Bertellin Edwards Q4 (tpc) rush | Marcatori | Mahoungou 8':45" Q1 (TD) 12yd pass from Sullivan Schwarz 5':48" Q3 (TD) 5yd pass from Sullivan Mahoungou Q3 (tpc) pass from Sullivan Regler 0':11" Q3 (TD) 22yd pass from Sullivan Q3 (tpc) rush |

| Arbitri: | Walentynowicz Klimes Walentynowicz Pachulski Simon Przybyła Kriesman |

| |           |                                                                   |
| Banat 8':11" Q1 (TD) 10yd pass from O'Connor Leader 0':53" Q1 (FG) 30yd Leader 5':37" Q2 (FG) 44yd Turpin 9':26" Q3 (TD) 15yd run Leader Q3 (pat) Leader 14':20" Q4 (FG) 24yd Turpin 6':03" Q4 (TD) 22yd pass from O'Connor Zięba 2':06" Q4 (TD) 4yd pass from O'Connor Leader Q4 (pat) | Marcatori | Jones 14':03" Q4 (TD) 74yd pass from Stitt 3':33" Q4 (TD) 1yd run |

| Arbitri: | Denker M. Kattilus K. Haltermann Jurzyk M. Hoffmann E. Christensen M. Berger |

| |           | |
| Ampaw 12':58" Q1 (TD) 4yd run Andersen Q1 (pat) Nill 14':57" Q2 (TD) 5yd pass from Ceesay Andersen Q2 (pat) Andersen 7':13" Q2 (FG) 59yd | Marcatori | Jalloh 3':17" Q3 (TD) 24yd run Knuettel 12':10" Q4 (TD) 19yd pass from Birdsong Knuettel 1':13" Q4 (TD) 13yd pass from Birdsong |

| Colonia 29 agosto 2021, ore 17:15 | Cologne Centurions | 19 – 9 (0-3 6-6 7-0 6-0) referto                                           | Stuttgart Surge | Ostkampfbahn (333 spett.) |
| J. Weinreich 1':55" Q2 ( TD ) 1yd run London 9':14" Q3 ( TD ) 9yd pass from J. Weinreich Schuhmacher Q3 ( pat ) London 10':21" Q4 ( TD ) 40yd run Marcatori Müller 9':53" Q1 ( FG ) 31yd Steigerwald 5':26" Q2 ( TD ) 25yd pass from Ellis |                    |                                                                            |                 |                           |
| |                    |                                                                            |                 |                           |
| J. Weinreich 1':55" Q2 (TD) 1yd run London 9':14" Q3 (TD) 9yd pass from J. Weinreich Schuhmacher Q3 (pat) London 10':21" Q4 (TD) 40yd run                                                                                                  | Marcatori          | Müller 9':53" Q1 (FG) 31yd Steigerwald 5':26" Q2 (TD) 25yd pass from Ellis |                 |                           |

#### 12ª giornata
| Arbitri: | Ratajczak B. Hansen K. Haltermann Pachulski Simon Hameder Kriesman |

| |           | |
| Knuettel 1':54" Q2 (TD) 20yd pass from Birdsong Ulbrich Q2 (pat) Knuettel 1':45" Q4 (TD) 28yd pass from Birdsong | Marcatori | Turpin 12':01" Q1 (TD) 1yd pass from O'Connor Leader Q1 (pat) Pasqualini 5':14" Q3 (TD) 6yd run Leader Q3 (pat) Pasqualini 12':00" Q4 (TD) 1yd run Leader Q4 (pat) |

| Arbitri: | A. Nagel E. Sumner R. Lewis S. Richardson Scott N. Lakowitz A. Flaisch-J. |

|  |           | |
|  | Marcatori | Landfried 12':53" Q1 (TD) 6yd run Schenderlein Q1 (pat) Schumann 13':31" Q2 (TD) 1yd pass from Stitt Schenderlein Q2 (pat) Hill 6':10" Q2 (TD) 32yd blocked punt return Crawford 1':09" Q2 (TD) 54yd run Crawford 4':21" Q3 (TD) 65yd run Gehrt 4':07" Q3 (TD) 21yd fumble recovery |

| Arbitri: | Hamiko J. Poschlod M. Burzec M. Exposito A. Gurbiersch C. Beckmann H. Romanczyk |

| |           |                                                         |
| Adams 9':24" Q1 (TD) 3yd run Johannknecht 1':24" Q1 (TD) 1yd run Siemssen Q1 (pat) Strahmann 9':48" Q2 (TD) 15yd pass from Johannknecht Schön 0':19" Q2 (TD) 8yd pass from Johannknecht Siemssen 6':05" Q3 (TD) 6yd pass from Johannknecht Schwarz Q3 (pat) Rodney 14':04" Q4 (TD) 11yd pass from Johannknecht Schwarz Q4 (pat) Rodney 9':45" Q4 (TD) 99yd kickoff return | Marcatori | An. Frisch 10':00" Q4 (TD) 3yd run Schuhmacher Q4 (pat) |

### Classifiche
Le classifiche della regular season sono le seguenti:
- PCT = percentuale di vittorie, G = partite giocate, V = partite vinte, P = partite perse, PF = punti fatti, PS = punti subiti
- La qualificazione ai playoff è segnalata in verde

#### North Division
| Pos. | Squadra            | PCT  | G  | V | P | PF  | PS  |
| ---- | ------------------ | ---- | -- | - | - | --- | --- |
| 1    | Hamburg Sea Devils | .700 | 10 | 7 | 3 | 274 | 178 |
| 2    | Panthers Wrocław   | .600 | 10 | 6 | 4 | 314 | 259 |
| 3    | Leipzig Kings      | .500 | 10 | 5 | 5 | 295 | 320 |
| 4    | Berlin Thunder     | .300 | 10 | 3 | 7 | 228 | 296 |

#### South Division
| Pos. | Squadra            | PCT  | G  | V | P | PF  | PS  |
| ---- | ------------------ | ---- | -- | - | - | --- | --- |
| 1    | Frankfurt Galaxy   | .900 | 10 | 9 | 1 | 357 | 132 |
| 2    | Cologne Centurions | .500 | 10 | 5 | 5 | 320 | 365 |
| 3    | Barcelona Dragons  | .300 | 10 | 3 | 7 | 237 | 277 |
| 4    | Stuttgart Surge    | .200 | 10 | 2 | 8 | 157 | 355 |

## Playoff

### Tabellone
|  | Semifinali | Semifinali         | Semifinali |                    |    | I ELF Championship Game | I ELF Championship Game | I ELF Championship Game |  |
|  |            |                    |            |                    |    |                         |                         |                         |  |
|  | 1S         | Frankfurt Galaxy   | 36         |                    |    |                         |                         |                         |  |
|  | 1S         | Frankfurt Galaxy   | 36         |                    |    |                         |                         |                         |  |
|  | 2S         | Cologne Centurions | 6          |                    |    |                         |                         |                         |  |
|  | 2S         | Cologne Centurions | 6          |                    | 1S | Frankfurt Galaxy        | 32                      |                         |  |
|  |            |                    |            |                    | 1S | Frankfurt Galaxy        | 32                      |                         |  |
|  |            |                    | 1N         | Hamburg Sea Devils | 30 |                         |                         |                         |  |
|  | 1N         | Hamburg Sea Devils | 1N         | Hamburg Sea Devils | 30 | 30                      |                         |                         |  |
|  | 1N         | Hamburg Sea Devils |            |                    |    |                         |                         |                         |  |
|  | 2N         | Panthers Wrocław   | 27         |                    |    |                         |                         |                         |  |

### Semifinali
| Arbitri: | Walentynowicz J. Poschlod E. Walentynowicz Pachulski Simon Hameder A. Sourdrille |

| |           |                               |
| Mwamba 13':30" Q1 (TD) 16yd pass from Sullivan Adams Q1 (tpc) rush Schwarz 2':44" Q1 (TD) 1yd pass from Sullivan Schwarz 4':30" Q2 (TD) 24yd pass from Sullivan Schwarz Q4 (pat) Mahoungou 0':20" Q2 (TD) 39yd pass from Sullivan Rutsch 3':15" Q3 (TD) 55yd pass from Sullivan Schwarz 12':39" Q4 (FG) 25yd | Marcatori | London 8':45" Q4 (TD) 3yd run |

| Arbitri: | T. Denker M. Kattilus S. Richardson B. Marciniak M. Hoffmann H. Romanczyk R. Lewis |

| |           | |
| Ofori 10':18" Q1 (TD) 31yd pass from Clark Andersen Q1 (pat) Johnson 5':56" Q1 (TD) 4yd run Andersen Q1 (pat) Andersen 5':21" Q3 (FG) 25yd Johnson 14':56" Q4 (TD) 1yd run Johnson 1':54" Q4 (TD) 8yd run Andersen Q4 (pat) | Marcatori | Banat 8':42" Q1 (TD) 50yd pass from O'Connor Leader Q1 (pat) Turpin 6':41" Q2 (TD) 18yd pass from O'Connor Leader Q2 (pat) Banat 11':02" Q4 (TD) 17yd pass from O'Connor Turpin 4':42" Q4 (TD) 6yd pass from O'Connor Leader Q4 (pat) |

### I ELF Championship Game
| Arbitri: | M. Scholz B. Hansen M. Burzec M. Szczepanski Jurzyk Przybyła A. Flaisch-J. |

| |           | |
| Adams 5':43" Q2 (TD) 43yd pass from Sullivan Strahmann 2':42" Q2 (TD) 13yd pass from Sullivan Mahoungou 0':05" Q2 (TD) 10yd pass from Sullivan Adams Q2 (tpc) pass from Sullivan Mwamba 5':48" Q4 (TD) 6yd pass from Sullivan 0':25" Q4 (TD) 1yd run | Marcatori | Clark 1':19" Q1 (TD) 1yd run Andersen Q1 (pat) Andersen 13':38" Q2 (FG) 32yd Madin Cerezo 1':30" Q2 (TD) 33yd pass from Clark Andersen Q2 (pat) Clark 9':30" Q3 (TD) 1yd run Andersen Q3 (pat) Andersen 4':11" Q3 (FG) 32yd Andersen 11':07" Q4 (FG) 32yd |

## I ELF Championship Game
La partita finale, chiamata I ELF Championship Game si è giocata il 26 settembre 2021 a Düsseldorf, ed è stata vinta dai Frankfurt Galaxy sugli Hamburg Sea Devils per 32 a 30.

## Verdetti
- Frankfurt Galaxy Vincitori della ELF 2021

## Marcatori
| Giocatore    | Sq.                | TD rush | TD recv | TD int | TD p.ret | TD k.ret | TD oth | Xp1  | Xp2 | FG   | Saf | Totale |
| ------------ | ------------------ | ------- | ------- | ------ | -------- | -------- | ------ | ---- | --- | ---- | --- | ------ |
| London       | Cologne Centurions | 22+1    | 1+0     | 0+0    | 0+0      | 0+0      | 0+0    | 0+0  | 1+0 | 0+0  | 0+0 | 146    |
| Andersen     | Hamburg Sea Devils | 0+0     | 0+0     | 0+0    | 0+0      | 0+0      | 0+0    | 28+6 | 0+0 | 22+4 | 0+0 | 112    |
| Jones        | Berlin Thunder     | 0       | 12      | 0      | 0        | 0        | 0      | 0    | 3   | 0    | 0   | 78     |
| Knüttel      | Leipzig Kings      | 0       | 12      | 0      | 0        | 0        | 0      | 0    | 0   | 0    | 0   | 72     |
| Jalloh       | Leipzig Kings      | 1       | 4       | 1      | 0        | 3        | 0      | 0    | 1   | 0    | 1   | 58     |
| Mahoungou    | Frankfurt Galaxy   | 0+0     | 6+2     | 0+0    | 0+0      | 0+0      | 1+0    | 0+0  | 1+0 | 0+0  | 0+0 | 56     |
| 2 giocatori  | 54                 |         |         |        |          |          |        |      |     |      |     |        |
| Crawford     | Berlin Thunder     | 7       | 1       | 0      | 0        | 0        | 0      | 0    | 2   | 0    | 0   | 52     |
| Constant     | Barcelona Dragons  | 1       | 6       | 0      | 0        | 1        | 0      | 0    | 0   | 0    | 0   | 48     |
| 6 giocatori  | 42                 |         |         |        |          |          |        |      |     |      |     |        |
| Sullivan     | Frankfurt Galaxy   | 5+1     | 0+0     | 0+0    | 0+0      | 0+0      | 0+0    | 0+0  | 1+0 | 0+0  | 0+0 | 38     |
| 2 giocatori  | 36                 |         |         |        |          |          |        |      |     |      |     |        |
| 2 giocatori  | 34                 |         |         |        |          |          |        |      |     |      |     |        |
| Dablé-Wolf   | Leipzig Kings      | 0       | 4       | 0      | 0        | 0        | 0      | 0    | 4   | 0    | 0   | 32     |
| 2 giocatori  | 30                 |         |         |        |          |          |        |      |     |      |     |        |
| Pańczyszyn   | Panthers Wrocław   | 0       | 0       | 0      | 0        | 0        | 0      | 18   | 0   | 3    | 0   | 27     |
| 2 giocatori  | 26                 |         |         |        |          |          |        |      |     |      |     |        |
| 6 giocatori  | 24                 |         |         |        |          |          |        |      |     |      |     |        |
| Schuhmacher  | Cologne Centurions | 0       | 0       | 0      | 0        | 0        | 0      | 21   | 1   | 0    | 0   | 23     |
| 2 giocatori  | 22                 |         |         |        |          |          |        |      |     |      |     |        |
| 5 giocatori  | 20                 |         |         |        |          |          |        |      |     |      |     |        |
| 7 giocatori  | 18                 |         |         |        |          |          |        |      |     |      |     |        |
| Schenderlein | Berlin Thunder     | 0       | 0       | 0      | 0        | 0        | 0      | 6    | 0   | 3    | 0   | 15     |
| Kwiatkowski  | Panthers Wrocław   | 2       | 0       | 0      | 0        | 0        | 0      | 0    | 1   | 0    | 0   | 14     |
| Ulbrich      | Leipzig Kings      | 0       | 0       | 0      | 0        | 0        | 0      | 13   | 0   | 0    | 0   | 13     |
| 17 giocatori | 12                 |         |         |        |          |          |        |      |     |      |     |        |
| Hauser       | Stuttgart Surge    | 0       | 0       | 0      | 0        | 0        | 0      | 2    | 0   | 3    | 0   | 11     |
| Bronn        | Stuttgart Surge    | 0       | 0       | 0      | 0        | 0        | 0      | 2    | 0   | 2    | 0   | 8      |
| 2 giocatori  | 7                  |         |         |        |          |          |        |      |     |      |     |        |
| 43 giocatori | 6                  |         |         |        |          |          |        |      |     |      |     |        |
| Team         | Leipzig Kings      | 0       | 0       | 0      | 0        | 0        | 0      | 0    | 0   | 0    | 2   | 4      |
| 4 giocatori  | 3                  |         |         |        |          |          |        |      |     |      |     |        |
| 11 giocatori | 2                  |         |         |        |          |          |        |      |     |      |     |        |

- Miglior marcatore della stagione regolare: London ( Cologne Centurions), 140
- Miglior marcatore dei playoff: Andersen e Johnson ( Hamburg Sea Devils), 18
- Miglior marcatore della stagione: London ( Cologne Centurions), 146

## Passer rating
La classifica tiene in considerazione soltanto i quarterback con almeno 10 lanci effettuati.
| Giocatore      | Sq.                | G    | Att    | Comp   | Int  | Yds      | TD   | NFL    | NCAA   |
| -------------- | ------------------ | ---- | ------ | ------ | ---- | -------- | ---- | ------ | ------ |
| Sullivan       | Frankfurt Galaxy   | 9+2  | 263+55 | 173+37 | 8+0  | 2014+572 | 23+9 | 114,06 | 162,52 |
| Birdsong       | Leipzig Kings      | 6    | 182    | 126    | 6    | 1269     | 21   | 113,55 | 159,28 |
| Johannknecht   | Frankfurt Galaxy   | 4+1  | 49+8   | 36+1   | 0+1  | 439+25   | 5+0  | 112,02 | 158,73 |
| Gfeller        | Stuttgart Surge    | 3    | 65     | 40     | 2    | 535      | 4    | 95,35  | 145,65 |
| van Duijn      | Leipzig Kings      | 3    | 56     | 34     | 0    | 461      | 2    | 98,88  | 141,65 |
| O'Connor       | Panthers Wrocław   | 10+1 | 388+37 | 236+22 | 11+1 | 2880+319 | 24+4 | 94,23  | 140,03 |
| J. Weinreich   | Cologne Centurions | 9+1  | 221+21 | 126+10 | 4+1  | 1638+120 | 16+0 | 92,61  | 134,91 |
| Clark          | Hamburg Sea Devils | 9+2  | 217+67 | 130+46 | 10+2 | 1387+586 | 15+2 | 85,02  | 131,63 |
| Awini          | Leipzig Kings      | 4    | 71     | 38     | 4    | 527      | 5    | 77,61  | 127,84 |
| Edwards        | Barcelona Dragons  | 10   | 355    | 189    | 11   | 2459     | 20   | 81,18  | 123,82 |
| Wright         | Stuttgart Surge    | 2    | 52     | 27     | 1    | 336      | 3    | 83,49  | 121,39 |
| Stitt          | Berlin Thunder     | 8    | 194    | 86     | 6    | 1166     | 15   | 76,95  | 114,15 |
| Ellis          | Stuttgart Surge    | 4    | 97     | 44     | 5    | 630      | 4    | 61,30  | 103,22 |
| Ceesay         | Hamburg Sea Devils | 5    | 27     | 13     | 0    | 130      | 1    | 74,61  | 100,81 |
| Winterlik      | Stuttgart Surge    | 5    | 50     | 27     | 1    | 208      | 0    | 56,08  | 89,94  |
| Zerbe          | Berlin Thunder     | 3    | 39     | 17     | 4    | 138      | 2    | 30,66  | 69,72  |
| von Stumpfeldt | Frankfurt Galaxy   | 2    | 11     | 3      | 1    | 41       | 0    | 4,74   | 40,40  |
| Al. Frisch     | Cologne Centurions | 1+1  | 10+7   | 4+1    | 1+1  | 67+2     | 0+0  | 4,41   | 39,98  |
| Nowak          | Cologne Centurions | 2    | 11     | 3      | 1    | 27       | 0    | 1,70   | 29,71  |
| Farley         | Cologne Centurions | 1    | 11     | 3      | 3    | 51       | 0    | 6,82   | 11,67  |

- Miglior QB della stagione regolare: Johannknecht ( Frankfurt Galaxy), 182,40
- Miglior QB dei playoff: Sullivan ( Frankfurt Galaxy), 208,63
- Miglior QB della stagione: Sullivan ( Frankfurt Galaxy), 162,52